# Magdeleine van As
Magdeleine van As (ur. 1 sierpnia 1984) – południowoafrykańska zapaśniczka walcząca w stylu wolnym. Brązowa medalistka mistrzostw Afryki w 2003. Wicemistrzyni Wspólnoty Narodów w 2005 roku.